# Bedankt & Merci
Bedankt & Merci is een Vlaamse langspeeldocumentaire uit 2010 over vijf volkscafés in de Westhoek, naar scenario van en geregisseerd door Kat Steppe en Nahid Shaikh. De film ging in première op Docville 2010.
De film brengt het verhaal over de traditie van oude volkscafés in de Westhoek, de mensen die deze bezoeken, en het uitdoven van dit oud stuk erfgoed. De documentaire brengt het portret van de bezoekers en de oude café-eigenaars, van wie de jongste 75 is, de oudste 89. De film begint meteen met een einde, want het café dat eerst aan bod komt is café De Vrede in Haringe, dat al onlangs dicht was gegaan. De andere cafés zijn De Amerika, in Dikkebus, het Christen Volkshuis in Roesbrugge, het Breugelhof in Nieuwkerke en Au Saint-Eloi in het Franse Houtkerke. De film is in het West-Vlaams en het Frans. De opnames gebeurden in juni en juli 2009.

## Credits
- Regie: Kat Steppe
- Scenario: Kat Steppe, Nahid Shaikh
- Camera: Kris Vandegoor
- Editing: Max De Prins
- Geluid: Dany Cornelis
- Muziek: Frank Vander linden, David Poltrock
- Executive producer: Frank Van Passel, Kato Maes
- Line-producer: Malin-Sarah Gozin